# Lincoln Rhyme: Vadászat a Csontemberre
A Lincoln Rhyme: Vadászat a Csontemberre (eredeti cím: Lincoln Rhyme: Hunt for the Bone Collector) 2020-ban vetített amerikai bűnügyi drámasorozat, amelyet VJ Boyd és Mark Bianculli alkotott Jeffery Deaver The Bone Collector regénye alapján.
A sorozat producerei VJ Boyd, Mark Bianculli, Avi Nir, Alon Shtruzman, Peter Traugott és Rachel Kaplan. A főszerepben Russell Hornsby és Arielle Kebbel láthatók. A sorozat a Signal Hill Productions (1. rész), a Sin Video (1. rész), a Keshet Studios, a Sony Pictures Television Studios és a Universal Television gyártásában készült, forgalmazója az NBC.
Az Amerikai Egyesült Államokban 2020. január 10-től volt látható az NBC-n. Magyarországon az RTL Klub mutatta be 2021. június 14-én.
2020 júniusában bejelentették, hogy egy évad után befejezik a sorozatot.

## Cselekmény
A sorozat Amelia Sachs-ot követi nyomon, aki a New York-i Rendőrkapitányságon dolgozik. Ő és a fogyatékossággal rendelkező társa, Lincoln Rhyme megpróbálják elkapni Csontembert, a hírhedt sorozatgyilkost.

## Szereplők

### Főszereplők
| Szereplők                 | Színész           | Magyar hang         |
| ------------------------- | ----------------- | ------------------- |
| Lincoln Rhyme             | Russell Hornsby   | Barabás Kiss Zoltán |
| Amelia Sachs              | Arielle Kebbel    | Solecki Janka       |
| Claire                    | Roslyn Ruff       | Makay Andrea        |
| Eric Castillo             | Ramses Jimenez    | Moser Károly        |
| Kate                      | Brooke Lyons      | N/A                 |
| Felix                     | Tate Ellington    | Dévai Balázs        |
| Rachel Sachs              | Courtney Grosbeck | Haffner Anikó       |
| Peter Taylor / Csontember | Brían F. O'Byrne  | Katona Zoltán       |
| Mike Sellitto             | Michael Imperioli | Galbenisz Tomasz    |

### Mellékszereplők
| Szereplők         | Színész        | Magyar hang      |
| ----------------- | -------------- | ---------------- |
| Danielle          | Claire Coffee  | Pap Katalin      |
| Dr. Arthur Wasden | Michael Potts  | Schneider Zoltán |
| Fred Hawkins      | Zack Weinstein | Molnár Levente   |

### Magyar változat
- További magyar hangok: Czető Ádám, Papucsek Vilmos, Pekár Adrienn

A szinkront a Sony Pictures megbízásából a BalogMix stúdió készítette.

## Évados áttekintés
| Évad | Évad | Epizód | Eredeti sugárzás | Eredeti sugárzás  | Eredeti adó | Magyar sugárzás  | Magyar sugárzás  | Magyar adó |
| Évad | Évad | Epizód | Évadpremier      | Évadfinálé        | Eredeti adó | Évadpremier      | Évadfinálé       | Magyar adó |
| ---- | ---- | ------ | ---------------- | ----------------- | ----------- | ---------------- | ---------------- | ---------- |
|      | 1    | 10     | 2020. január 10. | 2020. március 13. |             | 2021. június 14. | 2021. június 25. | RTL Klub   |

## Epizódok

### 1. évad (2020)
| #   | #   | Eredeti cím          | Magyar cím                 | Rendezte       | Írta                       | Eredeti premier   | Magyar premier   |
| --- | --- | -------------------- | -------------------------- | -------------- | -------------------------- | ----------------- | ---------------- |
| 1.  | 1.  | Pilot                | Bevezető                   | Seth Gordon    | VJ Boyd és Mark Bianculli  | 2020. január 10.  | 2021. június 14. |
| 2.  | 2.  | God Complex          | Isten-komplexus            | Melanie Mayron | Jon Cowan és Barry O'Brien | 2020. január 17.  | 2021. június 15. |
| 3.  | 3.  | Russian Roulette     | Orosz rulett               | Jono Oliver    | Moira Kirland              | 2020. január 31.  | 2021. június 16. |
| 4.  | 4.  | What Lies Beneath    | Temetetlen múlt            | Ruba Nadda     | Jeff Richard               | 2020. február 7.  | 2021. június 17. |
| 5.  | 5.  | Game On              | Játszma indul              | Gary Fleder    | Lauren Greer               | 2020. február 14. | 2021. június 18. |
| 6.  | 6.  | Til Death Do Us Part | Míg a halál el nem választ | Lisa Demaine   | Amy Lambert                | 2020. február 21. | 2021. június 21. |
| 7.  | 7.  | Requiem              | Rekviem                    | Brad Anderson  | VJ Boyd                    | 2020. február 28. | 2021. június 22. |
| 8.  | 8.  | Original Sin         | Eredendő bűn               | Jon Amiel      | John-Paul Nickel           | 2020. március 6.  | 2021. június 23. |
| 9.  | 9.  | Open Warfare         | Nyílt háború               | Steve Shill    | Justin Boyd és Jamey Perry | 2020. március 13. | 2021. június 24. |
| 10. | 10. | Mano a Mano          | Egyenlő esélyek            | Gary Fleder    | Jon Cowan és Lauren Greer  | 2020. március 13. | 2021. június 25. |

## Gyártás

### Előkészület
2019. január 17-én bejelentették, hogy az NBC berendelt egy sorozatot a The Bone Collector regény alapján. A kísérleti epizódot VJ Boyd és Mark Bianculli írta.  A sorozatot a Sony Pictures Television és a Universal Television gyártja. 2019. február 21-én bejelentették, hogy Seth Gordon rendezi az első részét a sorozatnak.
2019. május 11-én bejelentették, hogy a sorozatot berendelték egy első évadra. Néhány nappal később elmondták, hogy a sorozat premierje 2020-ban lesz. 2019. november 8-án bejelentették a sorozat hivatalos címét. A sorozat premierje 2020. január 10-én volt. 2020. június 10-én az NBC egy évad után kaszálta a sorozatot.

### Szereposztás
A szereplőket 2019 márciusában jelentették be.